# جيمس ريان (سياسي)
جيمس ريان هو سياسي كندي، ولد في 15 مارس 1821، وتوفي في 1892.